# Pattinaggio di velocità agli VIII Giochi asiatici invernali - 5000m maschile
La gara dei 5000m maschili si è svolta il 20 febbraio 2017 al Meiji Hokkaido-Tokachi Oval di Sapporo in Giappone.

## Risultati
| Rank | Pair | Atleta             | Tempo   | Note |
| ---- | ---- | ------------------ | ------- | ---- |
| 1    | 4    | Lee Seung-hoon     | 6:24.32 | GR   |
| 2    | 5    | Ryosuke Tsuchiya   | 6:29.67 |      |
| 3    | 4    | Seitaro Ichinohe   | 6:31.84 |      |
| 4    | 3    | Joo Hyong-jun      | 6:40.26 |      |
| 5    | 5    | Dmitriy Babenko    | 6:41.17 |      |
| 6    | 6    | Shane Williamson   | 6:41.76 |      |
| 7    | 2    | Josh Capponi       | 6:48.37 |      |
| 8    | 2    | Wu Yu              | 6:48.38 |      |
| 9    | 6    | Liu Yiming         | 6:50.60 |      |
| 10   | 3    | Rehanbai Talabuhan | 6:55.90 |      |
| 11   | 1    | Vishwaraj Jadeja   | 7:44.31 |      |